# Bud Alper
Bud Alper (* 24. August 1930 in Los Angeles, Kalifornien; † 19. Dezember 2012 ebenda) war ein US-amerikanischer Tonmeister.

## Leben
Alper begann seine Karriere 1959 als Kabelhilfe beim Western Keine Gnade für Tom Dooley mit Michael Landon in der Hauptrolle. Ab Ende der 1960er Jahre war er bei Film und Fernsehen als Tonmeister tätig. Für das Fernsehen arbeitete er im Laufe seiner Karriere unter anderem an den Serien Hawaii Fünf-Null, Petrocelli und Jake und McCabe – Durch dick und dünn. Zudem war er an den Miniserien Die Bankiers, Jenseits von Eden und Noble House tätig.
1977 war Alper für Rocky gemeinsam mit Harry W. Tetrick, William McCaughey und Lyle J. Burbridge für den Oscar in der Kategorie Bester Ton nominiert. 1983 erhielt er eine Nominierung für den BAFTA Film Award in der Kategorie Bester Ton für Blade Runner. 1986 war er letztmals für einen Filmpreis nominiert, jedoch auch für Der Tag des Falken ging er bei der Preisverleihung leer aus.
Alper zog sich 2000 aus dem Filmgeschäft zurück und starb im Dezember 2012 in Los Angeles.

## Filmografie (Auswahl)
- 1969: Woody, der Unglücksrabe (Take the Money and Run)
- 1971: Valdez (Valdez Is Coming)
- 1973: Ein Fall für Cleopatra Jones (Cleopatra Jones)
- 1976: Rocky
- 1982: Blade Runner
- 1982: Tote tragen keine Karos (Dead Men Don’t Wear Plaid)
- 1983: Der Mann mit zwei Gehirnen (The Man with Two Brains)
- 1985: Der Tag des Falken (Ladyhawke)
- 1990: Der Harte und der Zarte (Loose Cannons)
- 1994: Lightning Jack
- 1994: The Crow – Die Krähe (The Crow)

## Auszeichnungen
- 1977: Oscar-Nominierung in der Kategorie Bester Ton für Rocky
- 1983: BAFTA-Film-Award-Nominierung in der Kategorie Bester Ton für Blade Runner
- 1986: Oscar-Nominierung in der Kategorie Bester Ton für Der Tag des Falken